# Nimmerklug

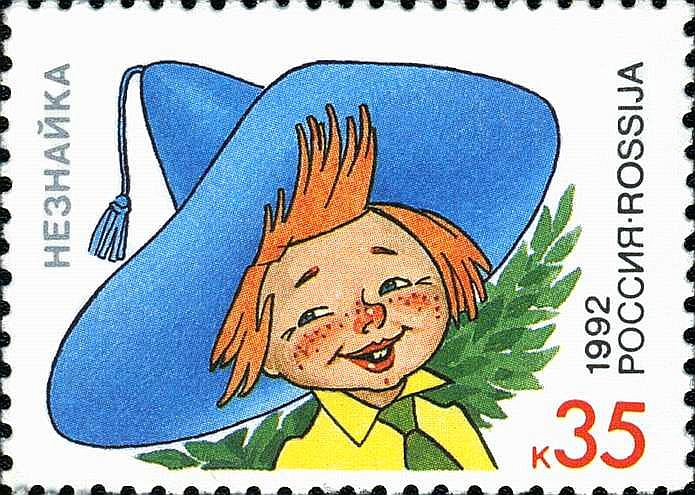
Nimmerklug auf einer russischen Briefmarke (1992)

Nimmerklug (Незнайка/Nesnaika) ist die Hauptgestalt in den Kinderbüchern „Nimmerklug im Knirpsenland“ (Приключения Незнайки и его друзей) und „Nimmerklug in Sonnenstadt“ (Незнайка в Солнечном городе) des sowjetischen Autors Nikolai Nossow (Николай Носов).
Nimmerklug ist ein Knirps, der sich mit seinen Freunden Immerklug, Schraubfix, Schraubschnell, Nudeldick, Rennefix und anderen auf Abenteuer begibt. Die Kinderbücher spielen in den fiktiven Orten Blumenstadt und Sonnenstadt. Der dritte Teil, „Nimmerklugs Reise zum Mond“ (Незнайка на Луне), wurde in deutscher Sprache nicht vollständig veröffentlicht. Lediglich ein Vorabdruck der ersten vier Kapitel dieses Bandes erschien 1968 in der Zeitschrift „Sowjetliteratur“ unter dem Titel: „Weißichnicht fliegt auf den Mond“. Dieser Vorabdruck wurde im November 2006 als kleinformatiges Heft unter dem Titel „Nimmerklug fliegt zum Mond“ nachgedruckt.

## Filme
- 1997–1999 Nimmerklug auf dem Mond (Nesnaika na Lune), zweiteiliger Animationsfilm